# Кизеев, Михаил Владимирович
Михаил Владимирович Кизеев (род. 31 марта 1978, Иваново, Ивановская область, РСФСР, СССР) — российский политический деятель, член партии «Единая Россия», депутат Государственной думы VIII созыва с 2021 года. Депутат Ивановской областной думы в 2015—2021 годах, кандидат медицинских наук.

## Биография
Михаил Кизеев родился 31 марта 1978 года в Иваново. В 2001 году окончил с отличием Ивановскую государственную медицинскую академию по специальности «лечебное дело», в 2003 году окончил ординатуру по специальности «офтальмология». В 2015 году защитил кандидатскую диссертацию по теме «Оптимизация деятельности учреждений здравоохранения санаторного типа в современных условиях» в Федеральном медицинском биофизическом центре имени А. И. Бурназяна.
В 2001—2003 годах Кизеев работал медбратом в городской клинической больнице № 4 Иваново. В 2003 году стал микрохирургом в глазном отделении той же больницы, в 2004—2010 годах был главным врачом санатория «Зелёный городок». В 2010—2021 годах занимал должность главврача медицинского центра «Решма» в Кинешемском районе Ивановской области.
В 2003 году Кизеев был избран депутатом совета Лежневского муниципального района и городского поселения. В совете возглавил фракцию партии «Единая Россия». Позже был помощником депутата Государственной думы Татьяны Яковлевой. 8 сентября 2013 года был кандидатом на выборах депутатов Ивановской областной думы по спискам «Единой России», но избран не был. В декабре 2015 года Кизеев получил вакантный мандат от «Единой России» и стал депутатом облдумы на непостоянной основе. 9 сентября 2018 года он снова стал кандидатом, баллотировался по единому избирательному округу в составе списка «Единой России» и возглавлял региональную группу № 9, был избран в думу.
19 сентября 2021 года Кизеев баллотировался в Государственную думу VIII созыва по Кинешемскому одномандатному избирательному округу № 92. Занял первое место с результатом 34,64 % голосов и получил мандат.
С 2022 года Кизеев находится под санкциями всех стран Европейского союза, Великобритании, США, Канады, Швейцарии, Австралии, Новой Зеландии, Японии, Украины.